# Otto Völker (Fußballspieler)
Otto Völker (* 2. März 1893 in Berlin; † 24. Dezember 1945) war ein deutscher Fußballspieler. Am 21. März 1913 bestritt er sein einziges Länderspiel für die A-Nationalmannschaft, die in seiner Heimatstadt mit 0:3 gegen die Amateur-Nationalmannschaft Englands verlor.

## Karriere

### Verein
Völker spielte laut Tauber von 1905 bis 1922 für den BFC Preussen, ab der Saison 1911/12 erstmals unter dem Verband Brandenburgischer Ballspielvereine (VBB), der alle in zuvor verschiedenen Berliner Verbänden spielenden Vereine vereinigte. Damit wurde nur noch eine Berliner Meisterschaft ausgetragen, die er mit dem BFC Preussen prompt gewann. Damit war er mit seiner Mannschaft als Teilnehmer an der Endrunde um die Deutsche Meisterschaft 1912 qualifiziert.
Doch das Auftaktspiel am 5. Mai 1912 wurde in Hamburg mit 1:2 gegen den späteren Deutschen Meister Holstein Kiel verloren. Der 19-jährige Völker lief gegen Kiel neben Mitspielern wie Walter Sorkale, Rudolf Droz und Otto Thiel als rechter Läufer auf
In der Folgesaison konnten die Preussen nur knapp die Spielklasse vor dem Neuköllner SC Tasmania halten. 1914 erhielt er den Einberufungsbefehl. In der ersten Saison nach dem 1. Weltkrieg, 1918/19, belegte Völker mit dem BFC den 3. Rang. Der vielseitige Defensiv-Allrounder konnte mit seinen Preussen den Titelgewinn aus der Serie 1911/12 nicht mehr wiederholen.

### Auswahlmannschaften
Seine erste Berufung in die Auswahl von Brandenburg erlebte Völke am 13. Oktober 1912 in Breslau im Kronprinzenpokal im Spiel gegen Südostdeutschland. Beim 5:0-Erfolg lief er als linker Läufer auf. Das Halbfinale gewann er mit seinen Kameraden am 10. November 1912 in Berlin mit 5:1 gegen Norddeutschland.
Am 21. März 1913 bestritt er sein einziges Länderspiel für die A-Nationalmannschaft, die in seiner Heimatstadt mit 0:3 gegen die Amateur-Nationalmannschaft Englands verlor. Die komplette Läuferreihe mit Völker, Eduard Pendorf und Otto Jungtow setzte sich dabei aus Debütanten zusammen. Gegen das von Vivian Woodward angeführte schnelle Sturmspiel der Engländer hatte das Team um Spielführer Adolf Jäger keine Chance.
Das Endspiel um den Kronprinzenpokal fand am 8. Juni 1913 ebenso in Berlin statt, Westdeutschland setzte sich aber mit 5:3 gegen Brandenburg mit dem linken Außenläufer Otto Völker durch. Auch im Wettbewerb 1913/14 stand er wieder im Halbfinale, jetzt in Hannover gegen Norddeutschland, und verlor mit 2:3. Mitten im 1. Weltkrieg verlor er sein drittes Halbfinalspiel um den Kronprinzenpokal am 12. November 1916 in Berlin gegen Norddeutschland mit 0:4; seine Vielseitigkeit stellte er dabei als Mittelstürmer unter Beweis. Am 19. Mai 1918 glückte ihm endlich der Titelgewinn. Brandenburg besiegte im Finale mit 3:1 nach Verlängerung den ewigen Konkurrenten Norddeutschland. Völker bildete zusammen  mit Karl Tewes und Arthur Marohn die Läuferreihe des Siegers.

## Erfolge
- Berliner Meister 1912
- Kronprinzenpokal: Sieger 1918 mit Brandenburg